# Svagdricka

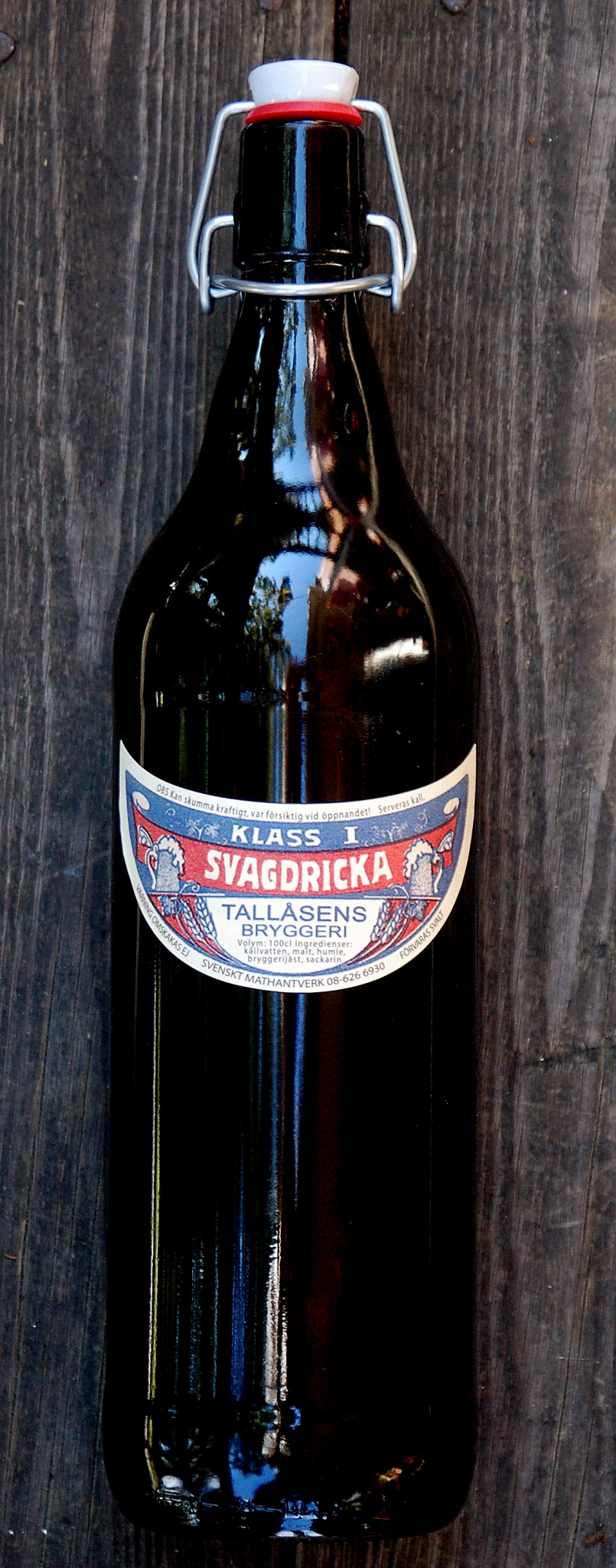
Svagdricka av varumärket Tallåsen

Svagdricka är en jäst maltdryck med låg alkoholhalt. Svagdricka var vardagsdryck i stora delar av Europa redan under medeltiden och bryggdes traditionellt i hemmen. Högsäsong för svagdricka var under slåttern på sommaren och vid stora högtider som julen och påsken.

## Sverige
I Sverige har svagdrickan i dag en alkoholhalt om cirka 2,0 volymprocent (förr 2,8 volymprocent alkoholhalt och numera ibland 0,8 eller 2,1). Den kan vara smaksatt med humle och moderna varianter är ofta sötade med sackarin.
I början av 1900-talet fanns lokala svagdrickebryggerier runt om i Sverige, och konsumtionen var då cirka 35 liter per år och capita. Svagdrickan distribuerades till hushållen med bryggeriernas utkörare i 3- och 5-liters träkorgsförsedda flaskor med patentkork som byttes om man hade en tom att lämna.
Svagdricka var särskilt i södra Sverige en gängse måltidsdryck, som även kunde blandas med mjölk till så kallad drickablandning. Kokt svagdricka med brödbitar eller gröt kallades ölsupa eller drickasupa, värmd dricka blandad med mjölk blev ölost.
Idag återstår endast ett fåtal bryggerier, och produkten är ojämnt tillgänglig i livsmedelsbutikerna. Vanligast förekommande är den i december, som komplettering till den relaterade malt/humle-drycken julmust.

## Källhänvisningar
1. 1 2  "svagdricka". NE.se. Läst 18 januari 2015.
2. ↑  Födoämnen i Nordisk familjebok (andra upplagan, 1908)
3. ↑  "Svensk lågalkoholhaltig öl från Kopparberg". Arkiverad 18 augusti 2017 hämtat från the Wayback Machine. Valv.se. Läst 18 januari 2015.
4. ↑  Samuel Karlsson: Levande industriminnen - människorna och miljöerna, Bilda Förlag, Stockholm 2005, ISBN 91 574-7765-5, kapitlet om Borns Bryggeri, sid 55-58
5. ↑  ”Svagdricka från Stöde - Matkult”. www.matkult.se. https://www.matkult.se/kokboken/ol/2018-04-14-svagdricka-fran-stode.html. Läst 2 januari 2023.
6. ↑  Bra Böckers lexikon, 1980.